# Davao
Davao City (filipino nyelven: Lungsod ng Dabaw) város a Fülöp-szigeteken, Mindanao sziget délkeleti partján az azonos nevű, Davao tartomány székhelye. A város lakosainak száma 1 449 000, az agglomerációé 2 262 000 fő volt 2010-ben.

## Éghajlat
| Hónap                         | Jan. | Feb. | Már. | Ápr. | Máj. | Jún. | Júl. | Aug. | Szep. | Okt. | Nov. | Dec. | Év   |
| ----------------------------- | ---- | ---- | ---- | ---- | ---- | ---- | ---- | ---- | ----- | ---- | ---- | ---- | ---- |
| Rekord max. hőmérséklet (°C)  | 35,0 | 36,7 | 36,7 | 37,0 | 37,3 | 35,2 | 35,6 | 36,0 | 35,1  | 35,9 | 36,2 | 35,0 | 37,3 |
| Átlagos max. hőmérséklet (°C) | 30,9 | 31,3 | 32,3 | 33,1 | 32,7 | 32,0 | 31,7 | 31,8 | 32,2  | 32,6 | 32,2 | 31,6 | 32,0 |
| Átlagos min. hőmérséklet (°C) | 23,7 | 23,7 | 24,1 | 24,7 | 25,0 | 24,7 | 24,5 | 24,5 | 24,4  | 24,4 | 24,4 | 24,2 | 24,4 |
| Rekord min. hőmérséklet (°C)  | 17,0 | 16,1 | 17,4 | 19,1 | 20,2 | 20,3 | 20,0 | 18,5 | 20,0  | 19,2 | 19,1 | 16,2 | 16,1 |
| Átl. csapadékmennyiség (mm)   | 167  | 114  | 107  | 115  | 166  | 193  | 169  | 167  | 162   | 195  | 140  | 142  | 1836 |
| Forrás: PAGASA                |      |      |      |      |      |      |      |      |       |      |      |      |      |

## Gazdaság
Gyorsan fejlődő kikötő és kereskedelmi központ. A környék mezőgazdasági áruinak (banán, ananász, kávé, kókuszdió, durián, kukorica, kender) központja. A fafeldolgozás, a halászat is fontos szerepet játszik.

## Népesség
| Lakosok száma | 8560 | 95 546 | 111 263 | 392 473 | 484 678 | 849 947 | 1 006 840 | 1 366 153 | 1 449 296 | 1 776 949 |
|               | 1903 | 1939   | 1948    | 1970    | 1975    | 1990    | 1995      | 2007      | 2010      | 2020      |

## Fordítás
Ez a szócikk részben vagy egészben  a   Davao City című angol Wikipédia-szócikk fordításán alapul.  Az eredeti cikk szerkesztőit annak laptörténete sorolja fel. Ez a jelzés csupán a megfogalmazás eredetét és a szerzői jogokat jelzi, nem szolgál a cikkben szereplő információk forrásmegjelöléseként.